# Die Hände meiner Mutter

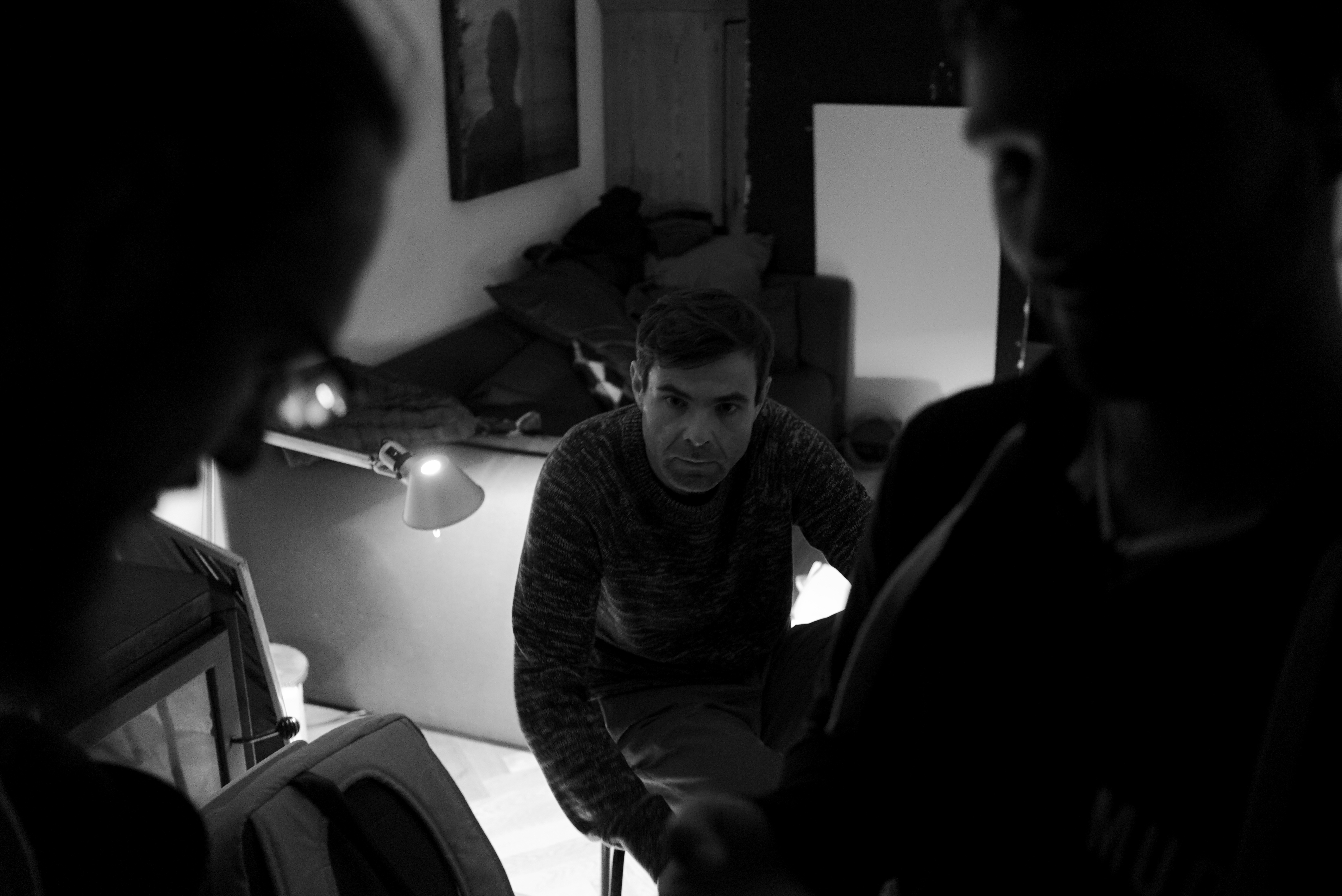
Hauptdarsteller Andreas Döhler bei den Dreharbeiten zu Die Hände meiner Mutter (2015)

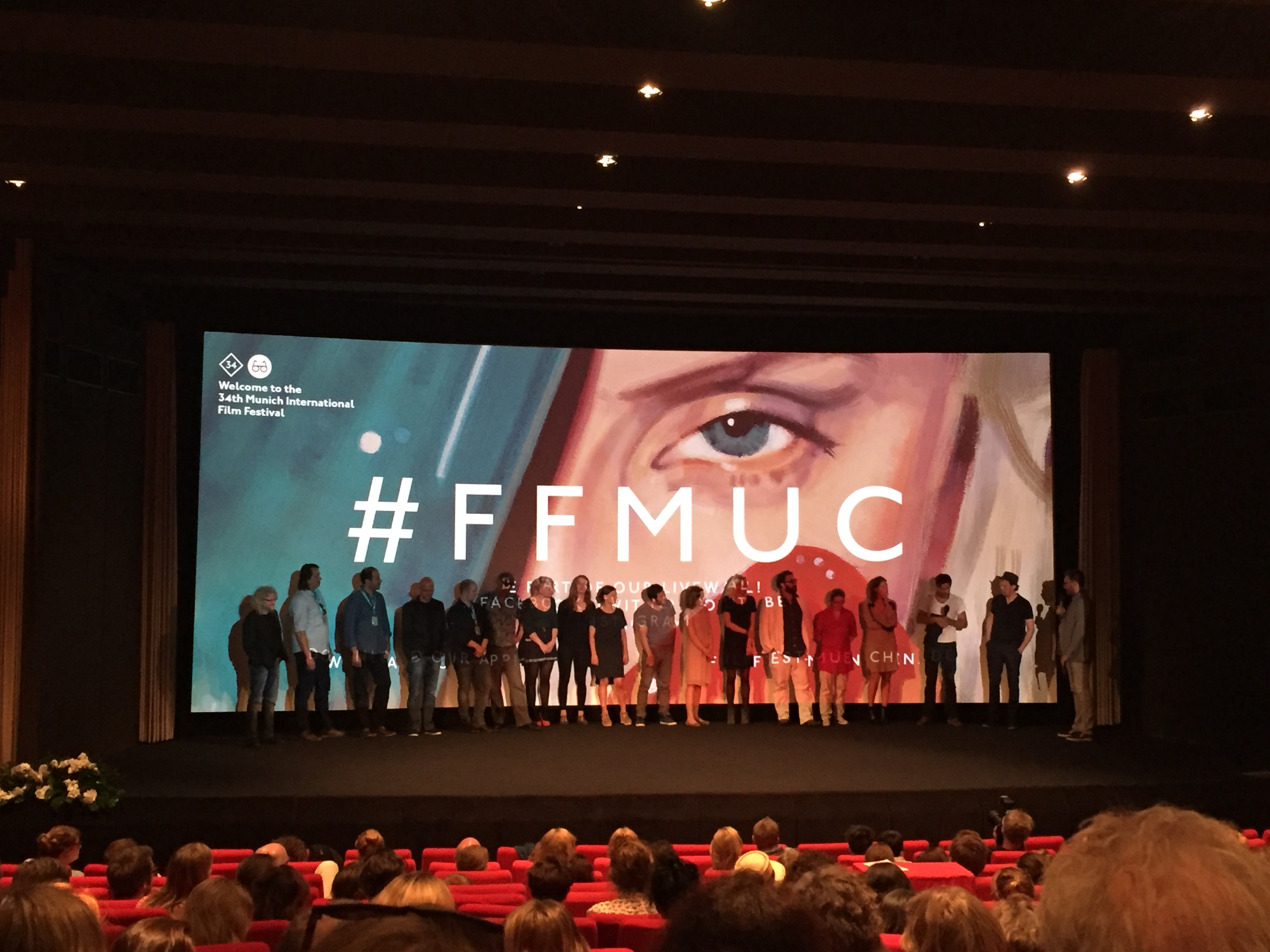
Filmteam Die Hände meiner Mutter bei der Uraufführung/Weltpremiere beim Filmfest München im Juni 2016. Zweiter von rechts: Regisseur Florian Eichinger.

Die Hände meiner Mutter ist ein deutscher Spielfilm des Regisseurs Florian Eichinger aus dem Jahr 2016. Darin erinnert sich der erwachsene Protagonist plötzlich an den wiederholten sexuellen Missbrauch, den seine Mutter an ihm in seiner Kindheit begangen hat. Er stellt sich nicht nur selbst der Vergangenheit, sondern konfrontiert seine ganze Familie damit.
Seine Premiere feierte der Film im Juni/Juli 2016 auf dem Filmfest München, wo er in der Reihe Neues Deutsches Kino lief. Dort wurde der Film zweifach mit dem Förderpreis Neues Deutsches Kino ausgezeichnet: Florian Eichinger erhielt den Preis für die Beste Regie und Hauptdarsteller Andreas Döhler für die Beste Schauspielerische Leistung. Von der Deutschen Film- und Medienbewertung wurde Die Hände meiner Mutter mit dem Prädikat Besonders wertvoll ausgezeichnet.

## Inhalt

### Ausgangslage
Der 39-jährige Markus ist mit Monika verheiratet, beide haben einen vierjährigen Sohn, Adam. Bei einer Familienfeier zu Ehren von Markus’ Vater, die mit einem Schiffsausflug verknüpft ist, geht Adam mit Markus’ Mutter, seiner Großmutter Renate, auf die Toilette und kommt mit einer kleinen Schnittwunde an der Stirn zurück. Bei einem Festessen hält Markus’ jüngerer Bruder Johannes eine Rede auf den Vater, die jedoch vor allem die tragende Rolle der Mutter für den Aufbau des Familienunternehmens herausstellt. In der Festgesellschaft hält Markus sich sehr zurück, gibt unverbindliche Antworten auf Fragen nach seinem Befinden und nimmt auch zu seiner Schwester Sabine nur Blickkontakt auf.

### Weiterer Verlauf
Durch die Verletzung seines Sohnes holen Markus erstmals Erinnerungen an seine Kindheit ein, in der seine Mutter ihn wiederholt sexuell missbraucht hat. In einem Brief konfrontiert er Renate damit und erzählt auch Monika davon. Diese bezweifelt anfangs, dass es sich um reale Geschehnisse handelt. Als Antwort auf den Brief gibt Renate ihrer Schwiegertochter mit den Worten „Für euch!“ einen Umschlag, in dem sich die Armbanduhr befindet, die ihrem Vater gehörte.
Als Markus seine Mutter wenig später in einem Café zur Rede stellt, gibt sie zu Markus’ Überraschung unumwunden alles zu. Kühl und auffällig distanziert bietet sie ihrem Sohn an, sich zu entschuldigen, wenn er das wünsche, auch wenn sie wisse, dass man so etwas nicht verzeihen könne. Markus weiß nicht, wie er reagieren soll. Monika gegenüber erklärt er die Sache zunächst für erledigt, seine Mutter sei für ihn gestorben. Doch Monika bezweifelt, dass das ein angemessener Umgang mit Markus’ Leid sei.
Markus versucht, von Adam zu erfahren, was bei dem Schiffsausflug auf der Toilette passiert ist. Zwar wirkt der Junge nicht verstört, doch lassen sich Ungereimtheiten nicht abschließend klären.
Als Markus an seiner Arbeitsstelle bei einer möglichen Beförderung übergangen wird, stehen für ihn auf einmal ganz neue Fragen im Raum: Haben seine Kindheitserlebnisse dazu beigetragen, dass er auf Menschen nicht so offen zugehen kann wie sein bevorzugter Kollege? Wurzeln die Panikattacken, die Markus immer schon, zum Beispiel in der U-Bahn, überkommen haben, in der Vergangenheit? Markus will etwas unternehmen, er nimmt Kontakt zu mehreren Psychotherapeuten auf. Diese sind wenig hilfreich – zeitlich überlastet, teils auch überfordert, einer bezweifelt Markus’ Schilderungen und legt ihm nahe zu überlegen, ob er nicht doch ein Lustgefühl empfunden habe.
Markus’ Vater, der anfangs alles geleugnet hatte, bietet finanzielle Hilfe an. Doch Markus will Gerhards schlechtes Gewissen nicht erleichtern. In einer Rückblende ist zu sehen, wie Gerhard zwar Renate zur Rede stellte, die Familie jedoch in einem Ritual zum Stillschweigen verpflichtete, woraufhin sich die Gerüchteküche im Dorf beruhigte. An dieser Stelle wird die Verbindung zu Johannes’ Rede am Anfang des Films deutlich: Renate war für Gerhard unentbehrlich. Er sagt Markus, er habe zu dieser Zeit keinen Sex mehr mit ihr gehabt, „sie hat mich ja nicht gewollt.“
Markus will mehr Antworten. Von Greta, der Schwester seiner Mutter, erfährt er, dass es auch im Elternhaus seiner Mutter sexuelle Gewalt gab: Der Großvater missbrauchte sexuell zumindest Greta und ihren Bruder, der später Selbstmord beging. Von hier führt eine Verbindung zur Uhr des Großvaters, die Renate Monika gegeben hat – ein Hinweis darauf, dass auch Renate Opfer gewesen sein könnte, was ihre Schwester aber bezweifelt.
Die Beziehung von Markus und Monika gerät in eine Vertrauenskrise, als Monika hinter seinem Rücken der Mutter ein Ultimatum stellt: Bis Weihnachten habe Renate Zeit, die Familie zusammenzurufen, um ihre Taten offenzulegen; tue Renate das nicht, werde Monika sie anzeigen. Anders als Markus will Monika alles auf den Tisch bringen, denn seit einem nächtlichen Albtraum fürchtet sie, dass sonst eines Tages vielleicht Markus die Gewalt an den kleinen Adam weitergeben könnte – obwohl sie weiß, dass Markus seinen Sohn über alles liebt.
Markus zieht in eine andere Wohnung, besucht Monika und Adam jedoch regelmäßig und spielt mit seinem Sohn. Trotzdem fühlt er sich isoliert und hat das Gefühl, sich nicht einmal seinem Freund Lasse ganz anvertrauen zu können. Als er schon fast völlig in eine schwere Depression abgeglitten ist, findet er über Greta eine kompetente Psychotherapeutin, die früher mit seiner Tante gearbeitet hat. Bei ihr kann er seine Hilflosigkeit, Wut und schließlich auch Trauer erleben und nach außen bringen, wobei das eine oder andere Möbelstück zu Bruch geht.
Zum ersten Mal geht Markus auf seine Schwester Sabine zu und erfährt, dass Renate auch ihr sexuelle Gewalt angetan hat. Das geschwisterliche Verhältnis der beiden war über Jahrzehnte gestört, weil es wohl Sabine war, die damals die Gerüchte ins Dorf getragen hatte. Ein ersehnter Neuanfang in der Beziehung zwischen Bruder und Schwester scheint nun möglich.
Obwohl ihre Taten schon verjährt sind, lädt Renate die Familienmitglieder tatsächlich zu einer Versammlung in ein Hotel ein, wie Monika es gefordert hatte. Während viele denken, es ginge um eine Erbschaftssache im Zusammenhang mit einer Immobilie der Familie, fragt Johannes seine Mutter kurz vor dem Zusammentreffen nach dem Anlass. Als sie ihrem jüngsten Sohn auf sein wiederholtes Nachfragen nicht antworten will, stößt er die Mutter heftig gegen die Wand, eine Vase geht zu Bruch, und Renate stürzt in die Scherben. Anders als seine beiden Geschwister war Johannes als Kind offenbar von den Übergriffen seiner Mutter verschont geblieben, fühlte sich in der Familie aber immer als Ausgeschlossener.
Wie am Anfang, so steht auch am Ende des Films ein Familientreffen. Renate sitzt angeschlagen mit verbundenen Armen und Händen in der ersten Reihe. Markus steht vor der Gruppe und erklärt, seine Mutter sei im Moment nicht in der Lage zu sprechen, er werde das an ihrer Stelle tun.

## Thematik und Titel
Im Zentrum steht das Tabuthema des sexuellen Missbrauchs von Müttern an ihren Kindern.
Dem Regisseur ging es um die Hinterfragung von Geschlechterrollen und das Aufbrechen von Klischees: Entgegen der klassischen Konstellation ist hier eine weibliche Figur die Täterin, eine männliche das Opfer. Die zweite weibliche Hauptfigur, Monika, setzt wesentliche Impulse für die Aufdeckung der Vergangenheit.
Der Filmtitel verweist auf die Ambivalenz mütterlicher Hände: Sie können Kinder beschützen und trösten, ihnen aber auch schwere und nachhaltige Verletzungen zufügen. Die Macht und Verantwortung von Eltern gegenüber ihren Kindern wird im Bild der Hand deutlich.

## Filmische Einzelheiten
Nur selten sind die Bilder mit Musik unterlegt, der Film wirkt sehr ruhig. Das Drehbuch „[setzt] auf sehr sparsame Dialoge […] und [lässt] stattdessen vielfach nur Blicke sprechen. […]“
Es gibt nicht viele Szenen, in denen sexuelle Gewalt gezeigt wird. In diesen Rückblenden wird das Kind von demselben Schauspieler gespielt wie der erwachsene Markus, „ein außergewöhnlich gelungener filmischer Kunstgriff“. Durch diesen Verzicht auf einen Kinderdarsteller bleibt der Fokus auf dem Erwachsenen, der seine Kindheitserlebnisse in der Gegenwart verarbeiten muss, und es wird Voyeurismus vorgebeugt.

## Stellung im Werk des Regisseurs und in der Filmgeschichte
Nach Bergfest (2008) und Nordstrand (2013) widmet sich Regisseur Florian Eichinger ein drittes Mal dem Thema der familiären Gewalt. Im Zentrum der Trilogie steht nicht das Geschehene, sondern die Beschreibung der Folgen für das weitere Leben. Auch dieser Film stellt Geschlechterrollen in Frage und zielt darauf ab, menschliche Komplexität vor dem Hintergrund zwischenmenschlicher Konflikte deutlich zu machen.
Bei der Recherche für einen vorausgehenden Film war Florian Eichinger auf die Geschichte einer Mutter gestoßen, die ihr eigenes Kind sexuell missbraucht hatte.
Anklänge an Das Fest sind spürbar. Stefanie Zimmermann schrieb in der Fachzeitschrift Blickpunkt:Film: „Ein Film mit einer emotionalen Härte, der an das dänische Kino der späten Neunzigerjahre erinnert.“ Patrick Wellinski sah hier jedoch keine Kopie, sondern eine Transposition in einen deutschen Kontext mit einer einfühlsamen Erzählweise.
Nach Rosa von Praunheims Film Härte ist dieser Film der zweite deutsche Film innerhalb kurzer Zeit über das Tabuthema sexuelle Gewalt einer Mutter an ihrem Sohn.

## Produktion und Vertrieb
Die Dreharbeiten fanden in Bremen, Hamburg, Schleswig-Holstein und Niedersachsen statt.
Der Film entstand mit Unterstützung der Filmförderung Hamburg Schleswig-Holstein, nordmedia Fonds GmbH in Niedersachsen und Bremen und des Deutschen Filmförderfonds. Die Redaktion im ZDF hatte Lucia Haslauer.
Der Film wird von Media Luna New Films als Weltvertrieb betreut, in Deutschland liegt der Verleih beim Farbfilm Verleih.

## Auszeichnungen
- November 2016: Biberacher Filmfestspiele: Lobende Erwähnung der Spielfilm-Jury[13]
- Juli 2016: Filmfest München: Förderpreis Neues Deutsches Kino auf dem Filmfest München: Florian Eichinger für die Beste Regie, Hauptdarsteller Andreas Döhler für die Beste Schauspielerische Leistung[11]
- 2016: Auszeichnung des Films durch die Deutsche Film- und Medienbewertung (FBW) mit dem Prädikat Besonders wertvoll[5]

## Teilnahme an Filmfestivals
- 2016: Nordische Filmtage Lübeck
- September/Oktober 2016: Einladung zum Filmfest Hamburg[14]
- September 2016: Teilnahme am Filmfest Bremen[15]
- 2016: FILMZ – Festival des deutschen Kinos, Mainz
- September 2016: Einladung zum Internationalen Filmfest Oldenburg[16]

## Kritik

Die Hände meiner Mutter erhielt das Prädikat Besonders wertvoll.

Die Deutsche Film- und Medienbewertung (FBW) sprach in der Jurybegründung für die Vergabe des Prädikats Besonders wertvoll von einem „unter die Haut gehenden, in allen Belangen gelungenen und eminent wichtigen Filmwerk[es]“ und hob die hohe Qualität der zugrunde liegenden Recherche hervor.
Auf dem Filmfest München lobte die Jury des Förderpreises Neues Deutsches Kino Eichingers „feine Erzählweise, die kluge Psychologie der Figuren und die präzise Schauspielführung“. In der Begründung der drei Juroren, des Schauspielers Johann von Bülow, der Produzentin Nicole Gerhards und des Filmemachers Dietrich Brüggemann, heißt es: „Ein Film, bei dem uns immer wieder der Atem stockte und der uns am Ende dennoch einen Weg aus der Ausweglosigkeit weist.“
Auch Patrick Wellinski, Filmredakteur des Deutschlandfunks, betonte die behutsame Erzählweise, die „so gar nicht auf Drama und Tabu“ aus und sprach von „beeindruckendem, erwachsenem, reifem Kino“.
Positiv wurde von Harald Mühlbeyer hervorgehoben, dass die Zuschauer sich in die größtmögliche psychologische Dichte gänzlich hineinversetzen können, „ohne jedoch von ihr umschlossen und damit selbst manipulativ missbraucht zu werden“.
Als eine der größten Stärken des Films bezeichnete Boyd van Hoeij im Hollywoodreporter die Art und Weise, wie Eichinger nahelege, dass die Verhinderung von sexueller Selbstbestimmung sich nach und nach auf ganze Familien und Biografien auswirken könne.
Wolfgang Höbel erkannte auf Spiegel Online zwar die herausragende schauspielerische Leistung von Andreas Döhler an, sprach jedoch von „Kummerkino“ und rückte die Darstellung der Psychotherapiesitzungen stilistisch in die Nähe einer Sachbuchverfilmung.